# Tempête sur la colline
Pour les articles homonymes, voir Tempête (homonymie).
Pour plus de détails, voir Fiche technique et Distribution.

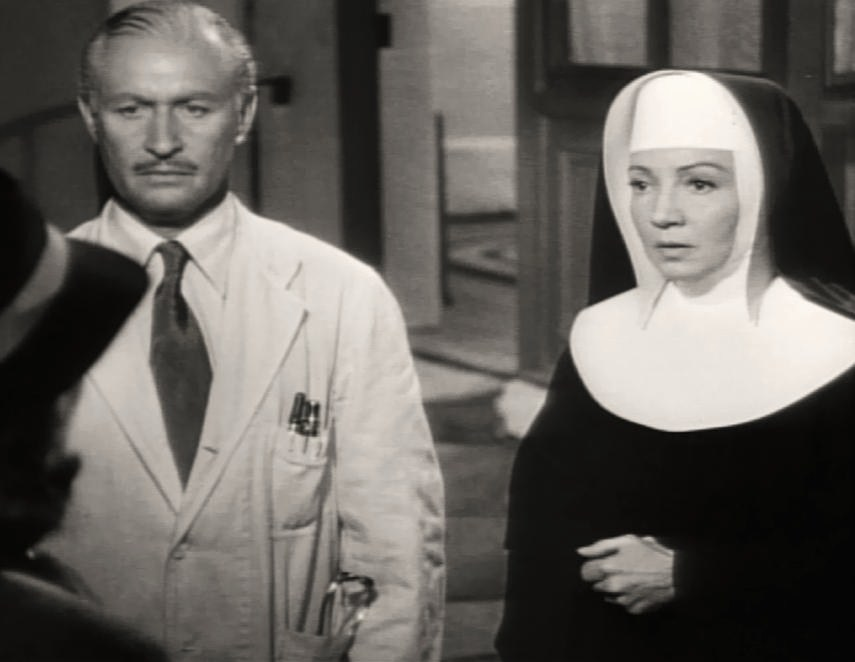
Robert Douglas et Claudette Colbert.

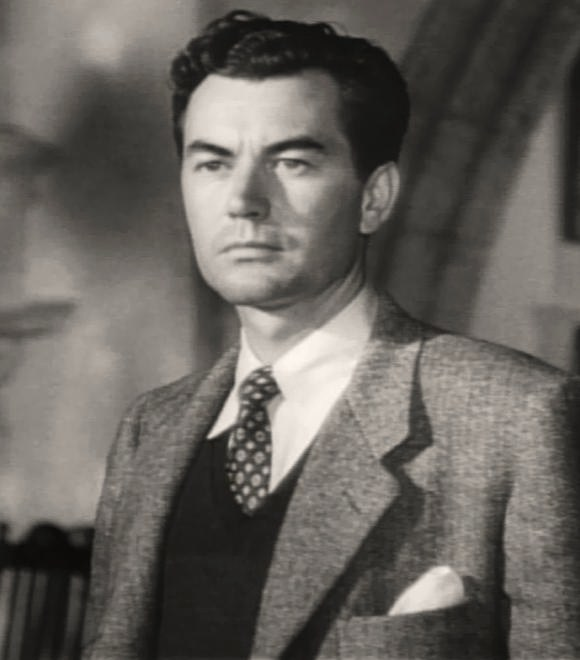
Philip Friend.

Tempête sur la colline (Thunder on the Hill) est un film américain en noir et blanc réalisé par Douglas Sirk, sorti en 1951.

## Synopsis
Lors d'une inondation, tout un village se réfugie dans un couvent situé sur la colline voisine. Parmi les personnes déplacées, se trouve une jeune femme (interprétée par Ann Blyth), escortée de deux policiers, qui la conduisent au lieu de son exécution. En effet, elle est condamnée à mort pour le meurtre de son frère. Par certains détails, une des religieuses, sœur Mary (Claudette Colbert), se convainc peu à peu de l'innocence de la prétendue meurtrière.

## Fiche technique
- Titre : Tempête sur la colline
- Titre original : Thunder on the Hill
- Réalisation : Douglas Sirk
- Scénario : Oscar Saul et Andrew Solt, d'après la pièce Bonaventure de Charlotte Hastings
- Musique : Hans J. Salter
- Production : Michael Kraike
- Société de production et de distribution : Universal Pictures
- Direction artistique : Bernard Herzbrun et Nathan Juran
- Décors : John P. Austin et Russell A. Gausman
- Costumes : Bill Thomas
- Photographie : William H. Daniels
- Montage : Ted J. Kent
- Pays de production :  États-Unis
- Langue d'origine : anglais américain
- Format : noir et blanc — 35 mm — 1,37:1 — son : mono (Western Electric Recording)
- Genre : Drame
- Durée : 84 minutes
- Date de sortie :
  - États-Unis : 17 octobre 1951 (New York)
  - France : 19 juin 1953

## Distribution
- Claudette Colbert : sœur Mary Bonaventure
- Ann Blyth : Valerie Carns
- Robert Douglas : Dr Edward Jeffreys
- Anne Crawford : Isabel Jeffreys
- Philip Friend : Sidney Kingham
- Gladys Cooper : la mère Supérieure
- Michael Pate : Willie
- John Abbott : Abel Harmer
- Connie Gilchrist : sœur Josephine
- Gavin Muir : Melling
- Phyllis Stanley : l'infirmière Phillips
- Norma Varden : Pierce
- Patrick O'Moore : M. Smithson

Acteurs non-crédités :
- Tudor Owen : un vieil homme
- Tempe Pigott : une vieille femme